# Chiesa di Santa Maria Maggiore (Corigliano Calabro)
La chiesa di Santa Maria Assunta Nuova della Platea, nota come chiesa di Santa Maria Maggiore, di Corigliano Calabro si affaccia su piazza Cavour o meglio nota come piazza Il Fondaco ed l'impianto originale risale al 960 d.C.

## Storia
L'impianto originale della chiesa risale al 960 d.C., ma a causa di un terremoto fu gravemente danneggiato, e pertanto nel 1329 il conte Ruggero Sangineto la fece ricostruire con l'impianto attuale.
Un altro significativo intervento di restauro è stato quello 1744 ad opera dell'arciprete Francesco Maria Malavolti e infine significati anche gli interventi di restauro del 1981.
La chiesa è sede di uno dei più vasti archivi ecclesiastici dell'Arcidiocesi di Rossano-Cariati e tiene sotto la sua giurisdizione le chiese di San Giovanni di Dio e quella di Santa Maria di Costantinopoli.

## Struttura
Essa presenta una facciata in stile Tardo Barocco ed un campanile di tre ordini.
L'interno è a navata unica, con tre cappelle sfondate a sinistra e il soffitto a volta.
La prima cappella è dedicata alla Visitazione, la seconda al Santissimo Sacramento e la terza a Santo Stefano, inoltre, presenta altari filo muro anche a destra, e l'altare maggiore cosi come le cappelle e separato dalla navate mediate balaustre in marmo bianco.